# すべての若き野郎ども
「すべての若き野郎ども」（原題： All the Young Dudes）は、デヴィッド・ボウイがモット・ザ・フープルに提供した楽曲。1972年にシングル・ヒットした。ロック界のスタンダード・ナンバーの1つとして知られ、ロックの殿堂のスタッフや音楽評論家たちが選出した「ロックンロールを形作った楽曲」の500曲の中にも含まれている。

## 解説
モット・ザ・フープルにとって、CBSレコード移籍第1弾リリースとなったシングルである。イアン・ハンターがリード・ボーカルを担当。バンドは1969年にデビューして以来、シングル・ヒットに恵まれていなかったが、本作で初の全英シングルチャート入りを果たし、最高3位に達した。
またアメリカでも、シングルチャートで37位を記録しており、バンド唯一のアメリカでのヒットとなっている。
本作は、「ティーン（10代）の讃歌」や、「グラムロックの讃歌」であると考えられている。このグラムロック・バンドは異性愛者の集まりであるが、「ゲイ（同性愛者）の讃歌」とも考えられている。ヴェルヴェット・アンダーグラウンドのルー・リードもそのように言っている。しかしボウイ自身はかつて、この歌は実際にはよりダークな黙示メッセージを伝えるものであると主張した。ボウイが『ローリング・ストーン』誌で応じたインタビューによると、アルバム『ジギー・スターダスト』収録の歌「5年間」（Five Years）でニュースキャスターが伝えていたニュースと同じニュースを若者たちは伝えている。そのニュースとは、地球滅亡まで5年しか残されていないという事実である。ボウイは次のように説明した。
この時期のヨーロッパは、冷戦下にありながらも一体化が進み、西ヨーロッパは石炭鉄鋼、経済、原子力の諸共同体を形成した。1971年に欧州評議会がベートーヴェン「歓喜の歌」を欧州の讃歌にするというリヒャルト・N. 栄次郎 "青山" クーデンホーフ＝カレルギー伯爵（友愛をモットーにする政治活動家で「EUの父」）による提案の採択を決定し、1972年1月より欧州の讃歌が実施された。このような時代背景のもと、1972年3月、モット・ザ・フープルは解散の危機にあった。その危機に「すべての若き野郎ども」を提供したのがデヴィッド・ボウイである。その頃のデヴィッド・ボウイは各地の公演（ジギー・スターダスト・ツアー）でベートーヴェン「歓喜の歌」（Ode to joy）をオープニングに使用した。ボウイが公演で使用した「歓喜の歌」は、ジギー・スターダストの重要なファクターである映画『時計じかけのオレンジ』のサウンドトラック（音楽: ウォルター・カルロス）である。「すべての若き野郎ども」は「音楽の父」バッハが引き合いに出されることがあり、「G線上のアリア」（管弦楽組曲第3番）はその好例である。
「すべての若き野郎ども」提供前、ボウイは「サフラジェット・シティ」（Suffragette City）をモット・ザ・フープルにオファーしたが断られた。「すべての若き野郎ども」提供後、ボウイは新たに「ドライヴ・インの土曜日」（Drive-In Saturday）を提供するつもりがあったが、モット・ザ・フープルは「ホナルーチ・ブギ」がヒットしたため提供を断った。
ボウイは床に座り「すべての若き野郎ども」を演奏した。それでイアン・ハンターは「背筋が凍った。素晴らしい曲だと思ったし、自分にも歌えると思った」。
「すべての若き野郎ども」はグラム・ロックの最盛期にリリースされ、ある日の夜、モット・ザ・フープルのオルガン奏者ヴァーデン・アレンはボウイとピザを食べることになった。店のジュークボックスからボウイの「スターマン」が流れてボウイは「君の曲ももうすぐそこにあるよ」と言い、アレンは「最初のヒット曲を自分たちで作れたらよかったのに」と言い、ボウイはそのことをよくわかっていた。アレンは「“All the Young Dudes”は、バンドから生まれたすべてのヒット曲のための道を開いてくれた」のであると素晴らしい楽曲に感謝している。
クラシック・ロック誌のインタビューでイアン・ハンターは「すべての若き野郎ども」について「素晴らしい曲だ。なぜ彼が僕たちにくれたのかは神のみぞ知る。何度も言っていることだけど、僕の手元に、もしあの曲があったら、誰にもあげなかっただろうね」と語っている。このインタビューでハンターはさらに、ボウイは別世界の人だったと人物像を語り、「彼は決断力があり、野心家だった。僕は、ただロックンロールが好きで、それを演奏したかっただけ」「彼は僕が一緒にいたいタイプではなかった。でも、バンドに対してはとても寛大で、素敵な人だった。つまり、彼は僕たちを野郎どもにしてくれたんだ。デヴィッドには称賛の言葉しかない」。
1992年4月20日に行われたフレディ・マーキュリー追悼コンサートにおいて、クイーンのメンバー3人、デヴィッド・ボウイ、イアン・ハンター、ミック・ロンソン、デフ・レパードのジョー・エリオットとフィル・コリンのコラボレーションとして「すべての若き野郎ども」が演奏された。その模様は、映像作品『フレディ・マーキュリー追悼コンサート』で確認できる。また、ミック・ロンソンの遺作となったアルバム『ヘヴン・アンド・ハル』（1994年）にもジョー・エリオットのリミックスで同音源が収録された。
イアン・ハンターは、2001年にリンゴ・スター&ヒズ・オール・スター・バンドのツアーに参加した際にも「すべての若き野郎ども」を歌っており、その模様はライヴ・アルバム『King Biscuit Flower Hour Presents Ringo & His New All-Starr Band』（2002年発表）にも収録された。
モット・ザ・フープルの演奏による「すべての若き野郎ども」は、映画『JUNO/ジュノ』（2007年公開）で使用され、オリジナル・サウンドトラック・アルバムにも収録された。
ザ・クラッシュのアルバム『動乱（獣を野に放て）』には、アンサーソング「全ての若きパンクスども」が収録されている。
「日本の『すべての若き野郎ども』を作りたい」という吉井和哉の望みがあり、THE YELLOW MONKEYの「JAM」は制作された。それにより「JAM」は、C - EmonB - Am - ConG - F - G - C -Gというベースの下降が繰り返される。「すべての若き野郎ども」と「JAM」はカノン進行をアレンジした楽曲である。
歌詞の「boat race」は、顔（face）のスラング。「television man」は、日本語の翻訳例が「テレビの出演者」か「テレビの修理屋」の2通りある。テレビ出演者の場合「television man」という言い方は一般的ではないが、ニュースキャスターは「television newscaster」、アナウンサーは「television announcer」、コメンテーターは「television commentator」のように「television」の後に出演人物を表わす何らかの言葉が来る。修理屋と翻訳する場合「television repair man（repairman）」という英語が存在し、その省略あるいは適切な翻訳でない可能性もあるが、出演者か修理屋か、「television man」はどちらとも解釈できる曖昧さがある。

## 参加メンバー
- イアン・ハンター
- ミック・ラルフス
- ヴァーデン・アレン
- ピート・オヴァレンド・ワッツ
- デイル・グリフィン

## カバー

### デヴィッド・ボウイによるセルフ・カバー
1973年のアルバム『アラジン・セイン』でのレコーディング・セッションでセルフ・カバーしたが、当時は発表されなかった。後に、1997年のベスト・アルバム『ザ・ベスト・オブ・デヴィッド・ボウイ 1969-1974』や、2003年の『アラジン・セイン』の30thアニバーサリー・エディションで聴けるようになった。
1973年のツアーではすでに披露しており、7月3日のロンドン公演での模様は、1983年のライヴ・アルバム『ジギー・スターダスト・ザ・モーション・ピクチャー』に収録されている。
1974年のツアーのライブ音源が、同年10月発売の『デヴィッド・ボウイ・ライブ』に収録されている。

### モーガン・フィッシャーのプロデュースによる日本人アーティストたち
モット・ザ・フープルのキーボーディスト、モーガン・フィッシャーは、1996年に世界初のモット・ザ・フープルのトリビュート・アルバム（コンピレーション）『MOTH POET HOTEL A TRIBUTE TO MOTT THE HOOPLE』をプロデュースした。このアルバムの第1曲目が「すべての若き野郎ども」であり、モス・ポエト・オールスターズ（Moth Poet All Stars）がメドレー形式により歌う。モス・ポエト・オールスターズとはモーガン・フィッシャー、吉井和哉、甲本ヒロト、小暮 "SHÄKE" 武彦（レベッカ）、宮沢和史（THE BOOM）他によるボーカルメドレー参加者をいう。このトリビュート・アルバムにはザ・イエロー・モンキー、ザ・ハイロウズ、ザ・イージー・ウォーカーズ、ザ・プライベーツ、ヒートウェイヴ他多数の日本のロックミュージシャン他、クイーンのブライアン・メイが参加した（1996年6月5日に武道館で「すべての若き野郎ども」をデヴィッド・ボウイと共演した布袋寅泰の名は、このアルバムのどこにもない）。

### ブルース・ディッキンソン (アイアン・メイデン) のソロ作品
ブルース・ディッキンソンは、アイアン・メイデン在籍時に発表された初のソロ・アルバム『タトゥード・ミリオネア』（1990年）で、この曲をカバーした。同アルバムからの第2弾シングルとしてもリリースされて、全英シングルチャートで5週に渡ってチャート・インを果たす。イントロが2回演奏されるところがモット・ザ・フープル盤と異なる。イントロのギターリフは、最初のコーラス後と終わりのコーラス中においても用いられる。
12インチ・シングルや12cmCDシングルには、AC/DCのカバー「シン・シティ」が追加収録された。
当時ストーム・ソーガソン監修のミュージックビデオ（モノクロ）が制作された。ディッキンソン率いる4人組がトライアンフのバイクにまたがって町中を走り周り、カフェバーに立ち寄るとディッキンソンは「すべての若き野郎ども」を演奏する自分たちの姿を放送するテレビをヒジで突き落とす。「All the young dudes — — —」のリフレインとともに町を練り歩き、人々は深刻な表情で4人を観察する。4人は中が埃だらけの建物に入って演奏し（東アジア系文字が書かれた垂れ幕がよれている）、最後に小さい男の子が潜水艦の模型を掲げる。このビデオは、後にディッキンソンのDVD『Anthology』（2006年）に収録された。シングル盤ジャケットの写真も（アルバム『タトゥード・ミリオネア』のような日本の入れ墨風ジャケットではなく）バイクが採用されている。
ディッキンソンは1987年にマリリオンの公演に参加して歌ったのが「すべての若き野郎ども」のカバーの最初の試みである。

### その他
- エンジェル - 『Live Without a Net』（1980年）
- 本城未沙子 - 『DREAMER』（1984年）
  - 歌は日本語。冬杜花代子による翻訳（意訳）。
- アダム・ボム - 『Fatal Attraction』（1985年）
- レイジー - 『Happy Time』（1998年）
  - 歌は日本語。牧穂エミによる独自の日本語詞。
- ザ・チャーチ - 『A Box of Birds』（1999年）
- The F-Ups - 『The F-Ups』（2004年）
- オジー・オズボーン - 『Under Cover』（2005年）[19]
- テスラ - 『Real to Reel, Vol. 2』（2007年）
- 和久井光司&セルロイド・ヒーローズ - 『愛と性のクーデター』（2007年）
  - 歌は日本語。和久井光司による独自の日本語詞。
- マシュー・スウィート&スザンナ・ホフス - 『Under the Covers Vol. 2』（2009年）
- 布袋寅泰 - 『MODERN TIMES ROCK'N'ROLL』（2009年）
  - 歌は英語の原歌詞。演奏は布袋寅泰（ボーカル、ギター）、あらきゆうこ（ドラムス）、ナスノミツル（ベース）、Tommy Blaize（バッキング・ボーカル）、Derek Green（バッキング・ボーカル）、Hayley Sanderson（バッキング・ボーカル）、Madeline Bell（バッキング・ボーカル）、福富幸宏（プログラミング）。
- ペット・ショップ・ボーイズ（2024年）
  - 同年11月発表のシングル「New London Boys」のカップリング曲として収録。